# アリサ・キャンプリン
アリサ・キャンプリン（Alisa Camplin、1974年11月10日、メルボルン生まれ） は、オーストラリア連邦のフリースタイルスキー選手、オーストラリア初の冬季オリンピック連続メダリスト。

## 経歴
- 身長：157センチメートル
- 元体操選手
- ヨット：10代には、2つのオーストラリア国内大会；ホビーキャット（主にレース用の小型双胴船）部門で優勝
- 1994年、クリスティー・マーシャルに憧れ、Olympic Winter Institute of Australia に入門
- 1990年代、スウィンバーン工科大学で、情報技術（IT）を学ぶ

## 参照
- アリサ・キャンプリン - 国際スキー連盟のプロフィール （英語）
- アリサ・キャンプリン - Olympedia（英語）
- Flying high: Camplin's aerials win gives Australia another gold
- She comes from the land Down Under : Aussie aerialist Camplin captures gold in dramatic fashion
- Camplin to Carry Australian Flag - sportal.com.au, Friday 10 February